# 国际展览局
國際展覽局（法語：Bureau International des Expositions，縮寫BIE）是依據《國際展覽會公約》負責管理及監督世界博覽會的政府間組織，总部设于法国巴黎第16區的34 avenue d'Iéna。1928年11月28日，31个国家的代表在巴黎签署了《国际展览会公约》, 並根据公约精神，成立了国际展览局作为执行机构。《國際展覽局曲》乃取自《新世界交響曲》第四樂章開始部份最激昂的曲段。目前该组织共有170个成员国，现任主席为法國籍的阿蘭·伯傑。秘書長為來自英國的希臘人迪米特里·凯尔肯泽斯。

## 成員國
国际展览局的成员国为182个：
- 阿富汗
- 阿尔巴尼亚
- 阿尔及利亚
- 安道尔
- 安哥拉
- 安地卡及巴布達
- 阿根廷
- 亞美尼亞
- 奥地利
- 巴哈马
- 巴林
- 白俄羅斯
- 比利时
- 巴西
- 保加利亚
- 布吉納法索
- 柬埔寨
- 喀麦隆[2]
- 中非
- [3]
- 智利
- 中国
- 哥伦比亚
- 刚果共和国
- 刚果民主共和国
- 古巴
- 賽普勒斯
- 捷克
- 丹麦
- 多米尼克
- 埃及
- 薩爾瓦多
- 赤道几内亚
- 爱沙尼亚
- 斐济
- 芬兰
- 法國
- 加彭
- 德国
- 希腊
- 格瑞那達
- 几内亚
- 海地
- 匈牙利
- 冰島
- 印度尼西亞
- 伊朗
- 以色列
- 義大利
- 日本
- 约旦
- 科索沃[4]
- 基里巴斯
- 科威特
- 黎巴嫩
- 賴索托
- 利比里亚
- 利比亞
- 立陶宛
- 马达加斯加
- 马拉维
- 马来西亚
- 馬爾地夫
- 馬爾他
- 马绍尔群岛
- 毛里塔尼亚
- 模里西斯
- 墨西哥
- 摩納哥
- 蒙古国
- 蒙特內哥羅[5]
- 摩洛哥
- 莫桑比克[3]
- 纳米比亚
- 瑙鲁
- 尼泊尔
- 荷蘭
- 新西兰[3]
- 尼加拉瓜
- 尼日尔
- 奈及利亞
- 挪威
- 阿曼
- 巴基斯坦
- 帛琉
- 巴拿马
- 巴拉圭
- 秘魯
- 菲律賓
- 波蘭
- 葡萄牙
- 羅馬尼亞
- 俄羅斯
- 卢旺达
- 圣马力诺
- 圣基茨和尼维斯
- 圣卢西亚
- 萨摩亚
- 沙烏地阿拉伯
- 塞内加尔
- 塞爾維亞
- 塞舌尔
- 斯洛伐克
- 斯洛維尼亞
- 所罗门群岛
- 南非
- 西班牙
- [3]
- 斯里蘭卡
- 苏丹
- 南蘇丹[6]
- 苏里南
- 瑞典
- 瑞士
- 叙利亚
- 坦桑尼亚
- 泰國
- 东帝汶
- 多哥
- 突尼西亞
- 土耳其
- [3]
- 乌干达
- 乌克兰
- 阿联酋
- 英国
- 美国[7]
- 乌拉圭
- 委內瑞拉
- 越南
- 葉門
- 尚比亞
- 辛巴威[8]

## 外部連結
- 官方网站（英文）（法文）
- 上海世博网·国际展览局（页面存档备份，存于）
- 上海世博科技网·《国际展览会公约》与国际展览局
- 中國2010年上海世界博覽會開幕式 - 奏国际展览局曲（页面存档备份，存于）